# Emil Vorster
Emil Vorster (12 avril 1910 – 10 mai 1976) était un entrepreneur et pilote automobile allemand.
Il a notamment organisé des courses sur le Grenzlandring entre 1947 et 1952. Mais à la suite d'un accident qui fait 13 ou 14 morts, il est obligé d’arrêter ses courses.
Il a également participé à de nombreuses courses automobiles entre 1938 et 1939 puis de 1947 à 1949.